# Deuteraphorura pseudoghidinii
Deuteraphorura pseudoghidinii is een springstaartensoort uit de familie van de Onychiuridae. De wetenschappelijke naam van de soort is voor het eerst geldig gepubliceerd in 1969 door Dallai.